# Sondereinsatzkommando Eichmann
Het Sondereinsatzkommando Eichmann (SEK), ook wel Eichmann-Kommando, was een Sondereinheit van de Schutzstaffel (SS) die onder leiding stond van Adolf Eichmann. De eenheid had de opdracht om in Hongarije de Joden het openbaar leven onmogelijk te maken, te concentreren op de daarvoor aangewezen plekken en ze daarna te deporteren naar vernietigingskampen. Nadat de Duitsers op 19 maart 1944 Hongarije hadden bezet, werd er tussen 27 april en 9 juli samen met de regering Sztójay de deportatie van enkele honderdduizenden Joden georganiseerd. De Sondereinheit, zelf bestaande uit ca. 150 manschappen, wordt hierdoor mede-verantwoordelijk gehouden voor de dood van de 437.000 Joden.
De eenheid was gevestigd in hotel "Astoria" in Boedapest. SS-Obersturmbannführer Hermann Krumey was de plaatsvervanger van Adolf Eichmann. Siegfried Seidl, Theodor Dannecker, Dieter Wisliceny, Franz Novak, Otto Hunsche en Franz Abromeit waren eveneens hooggeplaatste officieren van de eenheid.
Op 9 augustus 1944 werden de deportaties tijdelijk stopgezet, maar met de val van de regering Horthy werden de deportaties op 15 oktober 1944 hervat. Toen de slag om Boedapest begon, vluchtte Adolf Eichmann weg uit Hongarije. Met het vertrek van Eichmann werd de eenheid opgeheven.